# خانه روح اله فیضی
خانه روح اله فیضی مربوط به دوره قاجار است و در شهرستان فومن، شهرک تاریخی ماسوله واقع شده و این اثر در تاریخ ۲۵ اسفند ۱۳۸۰ با شمارهٔ ثبت ۵۱۹۵ به‌عنوان یکی از آثار ملی ایران به ثبت رسیده است.